# Echemmaia
Echemmaia è una città del Marocco, nella provincia di Youssoufia, nella regione di Marrakech-Safi.
La città è anche conosciuta come aš-Šammāʿiyah'.